# Project Valuable
Project Valuable (am: Operation FIEND) var kodnamnet för ett försök att störta Enver Hoxhas diktatur i Albanien efter andra världskriget. Från 1949 till 1952 landsattes stridande förband, framförallt exilalbaner, inom kommuniststatens gränser men misslyckades att störta regimen. Avgörande var att den brittiske SIS-mannen Kim Philby försåg sovjetiska källor med information som kunde utnyttjas av Hoxharegimen för att neutralisera infiltratörerna.